# Katedra w Dunblane
Katedra w Dunblane (ang. Dunblane Cathedral) – kościół należący do Kościoła Szkocji. Mieści się przy Cathedral Square.
Budowla została wzniesiona głównie w połowie XIII wieku oraz na początku XII wieku; wieża jest późniejsza; świątynia odrestaurowana w 1889 przez Roberta Rowanda Andersona. Kościół katedralny, w dużej mierze projekt (z kilkoma zmianami) wczesnogotycki (w dużej mierze styl First Pointed); 8-przęsłowa nawa główna z nawami bocznymi z romańską wieżą na planie kwadratu (późniejsze wyższe gotyckie piętra) zwieńczoną ośmiokątną iglicą od strony południowej; późniejsza kaplica Najświętszej Maryi Panny (pierwotnie kapitularz) od strony północnej prezbiterium. Świątynia wzniesiona z obrobionego żółtego piaskowca (wieże z czerwonego piaskowca) tworzącego mur ciosowy. Uformowany warstwami podbeton; równy podbeton na wieży; grupa parapetów ona niższym piętrze prezbiterium, w nawie głównej i nawach bocznych; grupa wspornikowych okapów; gzyms w prezbiterium. Przęsła podzielone zewnętrznie przez niskie przypory; tamte w clerestorium nawy głównej i w północnej stronie prezbiterium szczytowe; tamte w południowej stronie prezbiterium zwieńczone prostymi zwężającymi się pinaklami. Okna w dużej mierze gotyckie ze spiczastymi łukami z gzymsami okapnikowymi i glifowanymi ościeżami. Szczyty są zwieńczone.